# Liste von Persönlichkeiten der Stadt Minden
Die Liste von Persönlichkeiten der Stadt Minden enthält eine Auswahl der bedeutendsten Persönlichkeiten, die mit der ostwestfälischen Stadt Minden in Nordrhein-Westfalen in Verbindung stehen. Diese Personen sind entweder Ehrenbürger der Stadt, in Minden geboren, haben in Minden gewirkt oder stehen in einer anderen Verbindung zur Stadt Minden.

## Ehrenbürger

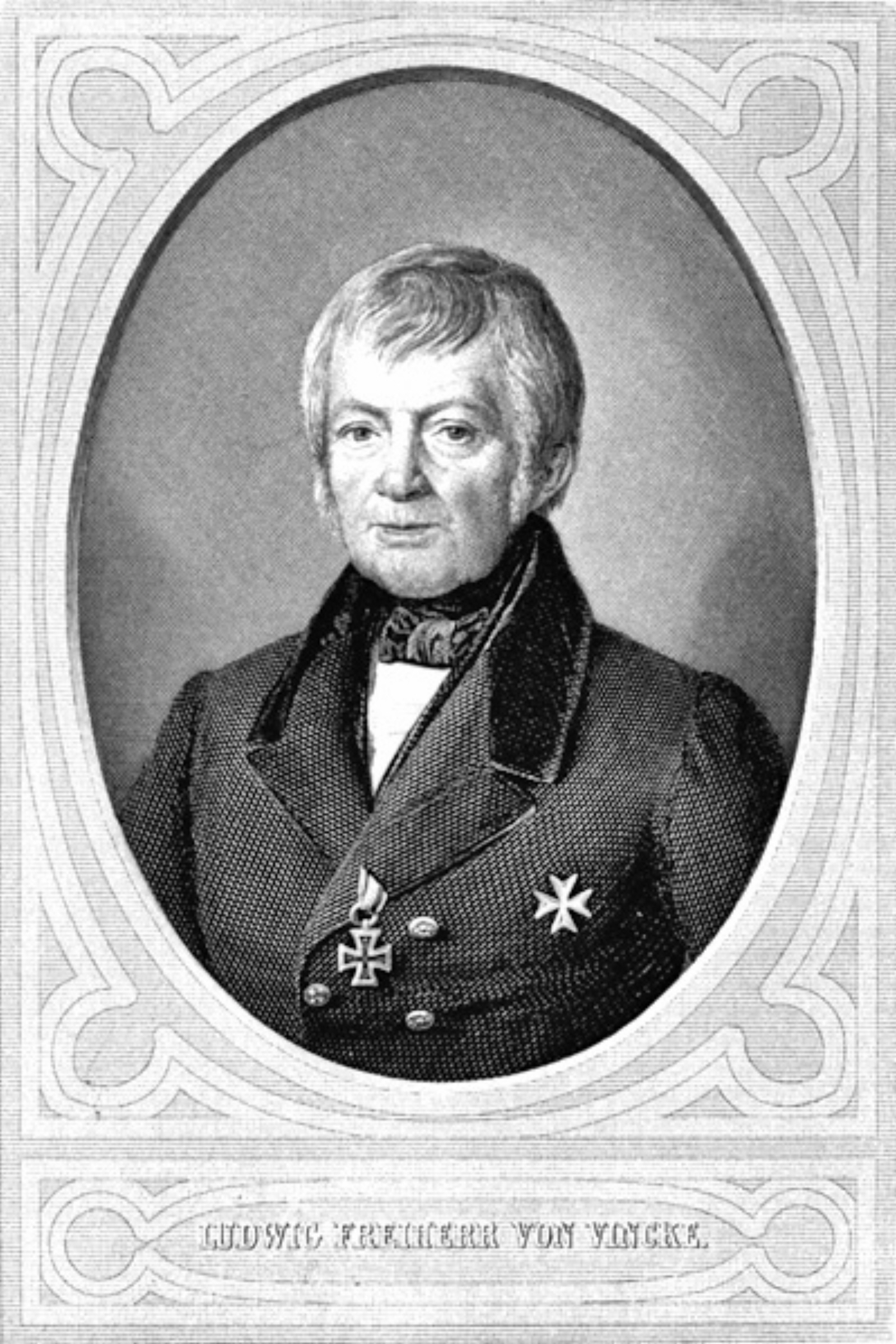
Ludwig von Vincke, Ehrenbürger von Minden

Die Ehrenbürgerwürde der Stadt Minden wird an lebende Personen verliehen. Ehrenbürger der Stadt Minden sind:
- Herbert Lübking (* 1941), Handball-Nationalspieler, seit 1973 Ehrenbürger
- Heinz Röthemeier (* 1924), Bürgermeister (1977–1991), seit 1991 Ehrenbürger

Verstorbene Ehrenbürger der Stadt Minden waren:
- Ludwig Freiherr von Vincke (1774–1844), preußischer Reformer, wurde am 23. Dezember 1841 Ehrenbürger der Stadt Minden.
- Nikolaus Meyer (1775–1855), Geheimer Regierungs- und Medizinalrat, Brieffreund von Goethe.
- Karl Freiherr von der Horst (1780–1861), Regierungspräsident des Regierungsbezirks Minden (1816–1825), seit 1825 Ehrenbürger.
- Karl Gottlieb Richter (1777–1847), Regierungspräsident des Regierungsbezirks Minden (1825–1847), am 30. April 1846 Ernennung zum Ehrenbürger.
- Franz von Borries (1785–1858), Regierungspräsident des Regierungsbezirks Minden (1847–1853), seit dem 29. Juni 1853 Ehrenbürger.
- Robert Ilgner (1810–1891), Festungskommandeur, seit dem 18. Februar 1864 Ehrenbürger.
- August von Goeben (1816–1880), General der Infanterie, 1864/1866 zeitweilig in Minden stationiert, seit dem 22. Juli 1871 Ehrenbürger.
- Alexander von Oheimb (1820–1903), Landrat des Kreises Minden (1869–1892), seit dem 26. Mai 1891 Ehrenbürger.
- Theodor Bleek (1833–1905), Geheimer Regierungsrat, Oberbürgermeister der Stadt Minden 1880 bis 1903, seit dem 1. Oktober 1903 Ehrenbürger.
- Alfred Meyer (1891–1945), Oberpräsident der Provinz Westfalen, seit dem 18. Oktober 1936 Ehrenbürger.
- Hermann Dröse (1880–1957), Leiter des Arbeitsamtes und langjähriger stellvertretender Bürgermeister, am 19. Februar 1955 zum Ehrenbürger ernannt.
- Karl Ronicke (1893–1968), Fabrikant, Stadtmajor 1938 bis 1963, seit dem 26. Februar 1963 Ehrenbürger.

## Söhne und Töchter der Stadt
Folgende Persönlichkeiten wurden in Minden geboren:

### 13. bis 18. Jahrhundert
- 1340: Meister Bertram, Maler
- um 1400: Eberhard von Cersne (eigentlich von Zerssen), Minnesänger
- 1545: Heinrich Bulle, Jurist, Politiker, Kanzler
- 1551: Hermann Schilling, Jurist und Bürgermeister von Rostock
- 1563: Katharina von der Hoya, Adlige, Ehefrau des hannoverschen Bürgermeisters Reiche
- 1589: Anton Bullaeus, Jurist, Stiftsrat und Stadtrat in Minden
- 1593: Simon Gogräve, Jurist, Syndikus der Stadt Minden, verdischer Rat und Vizekanzler
- 1598: Johannes Wesling, Mediziner
- 1603: David Pestel, Rechtswissenschaftler
- 1615: Anna Maßmeyer, wegen vermeintlicher Hexerei hingerichtet
- 1639: Otto Wilhelm Graf von Königsmarck, General und Staatsmann
- 1669: Margarethe Rockemann, wegen vermeintlicher Hexerei hingerichtet
- 1683: Wilhelm Heinrich von Thulemeyer, preußischer Minister
- 1704: Thomas Heinrich von Huss, 	minden-ravensbergischer Regierungsdirektor und Bürgermeister in Minden
- 1705: Rudolph Culemann, Bürgermeister und Regierungspräsident
- 1710: Friedrich Wilhelm Culemann, Geheimer Finanzrat im General-Ober-Finanz-Kriegs- und Domainen-Direktorium.
- 1713: Friedrich Alexander von Korff, preußischer Staatsminister
- 1716: August Rudolph Jesaias Bünemann, Jurist und Schriftsteller
- 1728: Georg Heinrich Conrad Hüttemann, Missionar
- 1735: Rudolph Karl Friedrich Opitz, Mediziner
- 1752: Valentin von Massow, Oberhofmarschall
- 1759: Philipp von Cornberg, Gutsbesitzer, Domherr und Abgeordneter
- 1764: Ernst Ludwig Wilhelm von Dacheröden, Domdechant in Naumburg und Bruder von Caroline von Humboldt
- 1766: Caroline von Humboldt, Ehefrau von Wilhelm von Humboldt
- 1767: Philipp von Pestel, Oberpräsident der Rheinprovinz
- 1767: Constantin von Lossau, preußischer General der Infanterie
- 1774: Ludwig Freiherr von Vincke, preußischer Reformer
- 1776: Albert von Breitenbauch, preußischer Landrat
- 1777: Franz von Voß, Offizier und Wahlbeamter
- 1780: Wilhelm von Ditfurth, preußischer General
- 1784: Friedrich Wilhelm Bessel, Wissenschaftler
- 1785: Otto von Arnim, Landrat des Kreises Minden
- 1791: Johann Franz Ludwig Koch, Jurist, Autor und Abgeordneter
- 1794: Leopold von Arnim, preußischer Generalleutnant
- 1798: Ernst Friedrich Mooyer, Altertumsforscher
- 1800: Albert Reinhold Harmes, preußischer Generalmajor
- 1800: Karl Friedrich von Vincke, Politiker und Offizier

### 19. Jahrhundert
- 1801: Wilhelm Hoffbauer, Richter und Politiker
- 1803: Jakob Philipp Wolfers, Mathematiker und Astronom
- 1807: Ludwig Delius, Politiker
- 1811: Karl von Beaulieu-Marconnay, Diplomat und Schriftsteller
- 1812: Karl Theodor Seydel, Oberbürgermeister von Berlin und Regierungspräsident der Hohenzollernschen Lande
- 1814: Eduard von Moeller, Politiker
- 1817: Pauline von Mallinckrodt, Ordensgründerin
- 1819: Konstantin Schlottmann, Theologe
- 1819: Friedrich Seele, Unternehmer
- 1821: Louis Baare, deutscher Wirtschaftspionier und Generaldirektor des Bochumer Vereins
- 1821: Hermann von Mallinckrodt, Politiker
- 1821: Daniel Wilhelm Sommerwerck, Bischof von Hildesheim
- 1822: Oscar von Forckenbeck, Jurist und Kameralist
- 1825: Malvina von Humbracht, Schriftstellerin
- 1828: Friedrich Wilhelm Graupenstein, Maler und Graphiker
- um 1830: Wilhelm ter Brüggen, Söldner, preußischer und deutscher Konsul in Brasilien
- 1830: Valeska Bolgiani, Schriftstellerin
- 1830: Karl von Eller-Eberstein, preußischer Generalleutnant
- 1834: Wilhelm Julius Reinhold Winzer, Regierungsbeamter
- 1835: Karl Hasse, preußischer Oberregierungsrat und Landrat
- 1838: Hermann Vogelsang, Geologe
- 1843: Otto von Diederichs, Admiral der Kaiserlichen deutschen Marine, Chef des Ostasiengeschwaders
- 1844: Hermann Ascher, Präsident der Generalkommission für die Provinz Westfalen
- 1844: Constantin Bulle, Pädagoge, Historiker und Mitglied des Deutschen Reichstags
- 1847: Albert Müller, Bankier, Geheimer Kommerzienrat
- 1848: Otto von Emmich, General
- 1848: Carl Paasch, Geschäftsmann und antisemitischer Publizist
- 1850: Ludwig Borckenhagen, Admiral der Kaiserlichen deutschen Marine
- 1850: Wilhelm Kiel, Kaufmann, Gutsbesitzer und Mitglied des Deutschen Reichstags
- 1851: Hugo Sachsse, Rechtswissenschaftler
- 1851: Friedrich Otto Weddigen, Schriftsteller
- 1857: Leo Sontag, preußischer General der Infanterie
- 1858: Franz Boas, Ethnologe
- 1858: Wilhelm Funck, Politiker
- 1858: Adolf Vogeler, Lehrer und Schriftsteller
- 1859: Ewald Schneider, lutherischer Theologe und Autor
- 1860: Wilhelm Zoellner, Theologe
- 1864: Karl Jacobs, Maler und Kunstschriftsteller
- 1871: Josefa Metz, Schriftstellerin, Opfer des Nationalsozialismus
- 1872: Ida C. Ströver, Malerin, Grafikerin, Schriftstellerin
- 1873: Margarete Bruns, Schriftstellerin
- 1873: Wilhelm Neuhaus, Lehrer, Heimatforscher und Autor
- 1874: Wilhelm von Ditfurth, General, Politiker (DNVP) und Gutsbesitzer
- 1875: Fritz Droop, Pädagoge, Journalist, Schriftsteller
- 1875: Otto Quante, Bildnis-, Figuren- und Landschaftsmaler
- 1875: Heinrich Winter, Chemiker
- 1876: Max Bruns, Schriftsteller und Verleger
- 1876: Hans Koeppen, Offizier und Rennfahrer
- 1876: Gertrud von le Fort, Schriftstellerin
- 1880: Hermann Dröse, Politiker
- 1881: Johannes Fischer, Psychiater, NS-„Euthanasie“-Arzt
- 1883: Wilhelm von Brehmer, Biologe
- 1884, Edith Meyer von Kamptz, Malerin und Bildhauerin
- 1885: Gustav Althoff, Filmproduzent
- 1887: Ferdinand von Hiddessen, Flugpionier und Politiker (NSDAP)
- 1887: Kurt Wiese, Illustrator
- 1888: Heinrich Witte, Schauspieler
- 1889: Ferdinand Hoppmann, Politiker
- 1889: Theodor Oppermann, Politiker
- 1889: Fritz Saar, Gewerkschafter und Politiker
- 1892: Fritz Hattenhauer, Politiker
- 1893: Karl-Siegmund Litzmann, SA-Obergruppenführer
- 1896: Hans Cramer, General der Wehrmacht
- 1899: Hans Kuhn, Philologe
- 1899: Hanswerner Müller, Richter am Bundesverwaltungsgericht
- 1899: Rolf E. Vanloo, Drehbuchautor, Filmproduzent, Schriftsteller und Dramaturg
- 1900: Hermann Bartels, Architekt im Nationalsozialismus
- 1900: Hans Surholt, Jurist

### 20. Jahrhundert
- 1902: Paul Lohmann, Politiker

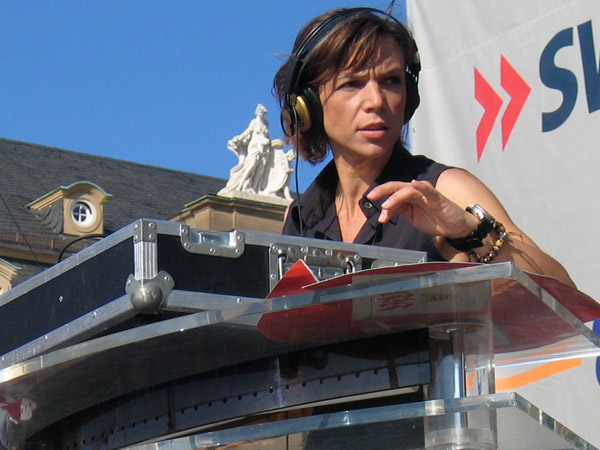
Stefanie Anhalt, geboren 1968 in Minden, Hörfunkmoderatorin

- 1902: Ernst-Günther Pook, Musikpädagoge und Hochschullehrer
- 1903: Alfred Möhle, Diplomingenieur und Lehrstuhlinhaber für Photogrammetrie in Bonn
- 1903: Robert Winnigstedt, Diplomlandwirt und Tierzuchtleiter
- 1907: Heinrich Trettner, General der Wehrmacht und der Bundeswehr, Generalinspekteur der Bundeswehr
- 1908: Franz Cornelsen, Verleger
- 1908: Günther Herrmann, SS-Standartenführer und Regierungsrat
- 1910: Wolfgang Rothstein, Mathematiker
- 1912: Karl Strauss, Brauer und Unternehmer
- 1914: Wilhelm Ohlemeyer, Politiker
- 1914: Hermann Schwarz, Fußballspieler
- 1915: Heinz Körvers, Handballspieler
- 1916: Walter Schwier, Politiker
- 1920: Wilhelm Altvater, Politiker
- 1922: Karl Erich Born, Wirtschafts- und Sozialhistoriker, Hochschullehrer
- 1922: Kurt Spönemann, Jurist und Verbandsfunktionär
- 1927: Erich Watermann, Chorleiter des Mindener Kinderchors
- 1929: Karlheinz Vater, Journalist, Redakteur, Chefredakteur Wirtschaftswoche und Kieler Nachrichten, Biograf von Herbert Wehner
- 1931: Wolfgang Hempel, Archivmanager
- 1931: Günter Witte, Politiker, Stellv. Bürgermeister der Stadt Minden
- 1934: Manfred Paschke, Fußballspieler
- 1935: Hans Wollschläger, Übersetzer
- 1937: Lutz Geldsetzer, Philosoph
- 1938: Hans-Reinhard Lehmphul, Maler
- 1939: Rainer Thomas, Verleger
- 1940: Erwin Heuer, Handballspieler und -trainer
- 1940: Helmut Meisolle, Handballspieler und -funktionär
- 1941: Harald Brand, Journalist
- 1941: Herbert Lübking, Handballspieler und Feldhandballweltmeister
- 1942: Karl-Wilhelm Rosberg, Flottillenadmiral, Diplomingenieur und Autor
- 1945: Lothar Ruschmeier, Oberstadtdirektor von Köln
- 1946: Michael Bachmann, evangelischer Theologe
- 1946: Udo Branahl, Medienrechtler
- 1946: Detlef Rosellen, Fußballspieler
- 1947: Veith von Fürstenberg, Filmproduzent, Drehbuchautor und Regisseur
- 1947: Bettina Gruber, Foto- und Videokünstlerin
- 1947: Thomas Jeier, Schriftsteller
- 1948: Klaus-Dieter Derow, Fußballspieler
- 1948: Jutta Hering-Winckler, Juristin
- 1948: Helmut Peitsch, deutscher Germanist und Literaturwissenschaftler
- 1948: Annette Scheiner, Fernsehmoderatorin
- 1949: Gerd Buddenbohm, Handballspieler
- 1949: Karl-Ludwig Lange, Photograph
- 1949: Helmut Rohlfing, Bibliothekar
- 1950: Heinrich Binder, Jurist und Manager
- 1950: Günther Friedrich Nolting, Politiker
- 1951: Manfred Engelhardt, General
- 1951: Sabine Leutheusser-Schnarrenberger, Juristin und Politikerin (FDP), Bundesministerin der Justiz
- 1951: Dennis Hart, Komponist, Musiker und Produzent
- 1952: Peter Hahne, Fernsehmoderator und Autor
- 1952: Horst Bredemeier, Handballfunktionär und -nationaltrainer
- 1952: Hartmut Remmers, deutscher Krankenpfleger und Pflegewissenschaftler
- 1953: Gerd Becker, Handballspieler
- 1953: Jürgen Franke, Handballspieler und -trainer
- 1953: Dorothee Janetzke-Wenzel, Diplomatin
- 1954: Klaus Neitmann, Historiker und Archivar, Präsident des brandenburgischen Landesarchivs
- 1955: Martin Lehmann, Richter am Bundesgerichtshof
- 1955: Dietmar Molthahn, Handballtrainer
- 1955: Rainer Niemeyer, Handballspieler, -trainer und -weltmeister
- 1955: Regula Venske, Schriftstellerin und Literaturwissenschaftlerin
- 1956: Klaus-Jürgen Sucker, Zoologe und Verhaltensforscher
- 1957: Antje Möller, Politikerin
- 1958: Hans-Jürgen Amtage, Journalist
- 1958: Bernd Gieseking, Kabarettist und Autor
- 1958: Burkhard Schwenker, Manager
- 1958: Gerd Bleidorn, Sledge-Eishockeynationalspieler
- 1958: Klaus Weinhauer, Historiker und Hochschullehrer
- 1959: Matthias Graner, Politiker
- 1959: Lutz Hachmeister, Medienforscher und Filmemacher
- 1959: Uwe Harting, Handballspieler und -trainer
- 1959: Ellen Kiel, Biologin und Hochschullehrerin
- 1959: Volker Lilienthal, Journalist
- 1959: Helmut Schwier, Theologieprofessor
- 1960: Knut Möller, Jurist, Richter am Bundesverwaltungsgericht
- 1960: Wolfgang Rathert, Musikwissenschaftler
- 1960: Hans-Erich Tannhäuser, Ingenieur und Kommunalpolitiker
- 1961: Frank Harting, Handballspieler
- 1961: Uwe Hericks, Professor für Schulpädagogik
- 1961: Eckhard Preuß, Schauspieler
- 1962: Jörg Kastner, Schriftsteller
- 1963: Steffen Kampeter, Politiker
- 1963: Joachim Buchheister, Jurist
- 1964: Hans-Jörg Vehlewald, Journalist
- 1965: Kristian Bader, Schauspieler
- 1965: Stefan Bieletzke, Wirtschaftswissenschaftler
- 1965: Cord Manhenke, Handballspieler und Kardiologe
- 1965: Thomas Röckemann, Politiker (AfD)
- 1965: Dirk Schulz, Comiczeichner
- 1966: Sonja von Behrens, Historikerin
- 1966: Bernd Marquardt, Rechtswissenschaftler
- 1966: Stephanie Rachor, Juristin und Richterin am Bundesarbeitsgericht
- 1966: Marcus Rudolph, Schauspieler und Hörfunkmoderator
- 1967: Michael Zelle, Archäologe, Direktor des Lippischen Landesmuseums
- 1968: Stefanie Anhalt, Hörfunkmoderatorin
- 1968: Guido Klöpper, Handballspieler und -trainer
- 1968: Guido Köstermeyer,  Kletterer und Autor
- 1969: Jens Bove, Kunsthistoriker
- 1969: Peter Gerfen, Handballspieler und -trainer sowie Buchautor
- 1970: Cord Brügmann, Jurist, Direktor der Stiftung Forum Recht
- 1971: Yves Eigenrauch, Fußballer
- 1971: Marcel Schweder, Komponist
- 1971: Fabian Maier, Hörfunk- und Fernsehmoderator in Berlin
- 1973: Maike Tatzig, Fernsehmoderatorin und -produzentin
- 1974: Melanie Franke, Kunsthistorikerin und Hochschullehrerin
- 1974: Jörg Nigge, Oberbürgermeister von Celle
- 1974: René Müller, Fußballer
- 1974: Niels Pfannenschmidt, Handballspieler und -trainer
- 1974: Thomas Prange, Sprinter, Bobfahrer
- 1975: Martin Schmeding, Kirchenmusiker
- 1976: Mascha Gohlke, (Theater-)Schauspielerin
- 1977: Johanna Reich, Videokünstlerin
- 1978: Frank Habbe, Handballspieler
- 1978: Michael Kurth (Künstlername Curse), Rapper
- 1980: Daniel Krause, Pädagoge und Autor
- 1981: Arne Niemeyer, Handballspieler und -nationalspieler
- 1982: Jan-Martin Bröer, Ruderer
- 1984: Björn Bastian Buhrmester, Handballspieler
- 1984: Moritz Schäpsmeier, Handballspieler und -trainer
- 1984: Andreas Simon, Handballspieler
- 1985: Thilo Versick, Fußballspieler
- 1986: Tim Danneberg, Fußballspieler
- 1986: René Rast, Rennfahrer
- 1989: Lukas Klapp, Jazzmusiker
- 1990: Jonte Volkmann, Schauspieler
- 1990: Leonie Fiebig, Bobfahrerin
- 1991: Marvin Schulze, Schauspieler
- 1992: Christopher Buchtmann, Fußballspieler
- 1994: Jonas Nietfeld, Fußballspieler
- 1994: Chris Hartmann, Radiomoderator
- 1995: Marten Franke, Handballspieler
- 1995: Julius Langfeld, Fußballspieler
- 1995: Melina Sophie, Webvideoproduzentin
- 1995: Jan-Eric Speckmann, Handballspieler
- 1995: Isaak Guderian, Sänger, deutscher Vertreter beim Eurovision Song Contest 2024
- 1996: Julius Langfeld, Fußballspieler
- 1996: Vera Hoffmann, luxemburgisch-deutsche Leichtathletin
- 1996: Charalambos Makridis, Fußballspieler
- 1996: Flemming Niemann, Fußballtorwart
- 1997: Jonas Gertges, Handballspieler
- 1997: Mats Korte, Handballspieler
- 1997: Felix Sproß, Handballspieler
- 1998: Justus Richtzenhain, Handballspieler
- 1998: Semih Uçar, Fußballspieler

### 21. Jahrhundert
- 2001: Ole Pohlmann, Fußballspieler
- 2002: Tyra Axnér, Handballspielerin
- 2002: Gentiana Fetaj, Fußballspielerin
- 2003: Mia Ziercke, Handballspielerin

## Weitere Persönlichkeiten, die mit der Stadt in Verbindung stehen oder standen

### Bis 1500
- Sophia von Minden (* um 304), Märtyrerin, Reliquien in Minden
- Dorothea (Heilige) (* um 279; † um 305), Märtyrerin, Reliquien teilweise in Minden
- Gorgonius von Rom († um 305), Märtyrer, Reliquien teilweise in Minden
- Sturmius (715–779), Missionar, missionierte die Gegend um Minden
- Adolf II. (Schauenburg und Holstein) (1128–1164), Graf von Schauenburg, Holstein und Stormarn, begraben in Minden
- Heinrich von Herford (* um 1300; † 1370), Chronist, Historiker, Theologe, Dominikaner in Minden
- Wilhelm von Boldensele († um 1339), Reiseschriftsteller, Dominikaner in Minden
- Gerhard von Berg († um 1400), Theologe, Domdechant in Minden
- Bartholomaeus Coloniensis (* um 1460; † um 1516) war ein deutscher Humanist und Rektor der Mindener Domschule
- Katharina von Sachsen (1468–1524), Gattin eines Erzherzogs von Österreich, in Minden bestattet
- Johann Pollius (* um 1490; † 1562) war ein evangelischer Theologe und Reformator sowie für einige Jahre Rektor der Mindener Domschule.
- Johannes Dreyer (* um 1500; † 1544), Theologe und Augustiner, lebte am Ende seines Lebens in Minden
- Gerd Omeken (* um 1500; † 1562), Theologe, Superintendent in Minden

### 1501 bis 1700
- Christoph von Wrisberg (1511–1580), Obrist und Landsknechtsführer, besiegte die mindenschen Truppen
- Georg von Holle (1513/14–1576), Landsknechtsführer, liegt in Minden begraben
- Johann Bocerus (1523–1565), Dichter und Historiker, Schüler in Minden
- Hermann Nicephorus (1555–1625), Philosoph, Rektor in Minden
- Nikolaus Krage († 1559), Theologe, Reformator von Minden
- Georg Gogreve (* um 1534; † 1575/76), Theologe, Stiftsherr in Minden
- Heinrich von Randow (1561–1621), Kammerjunker eines Mindener Bischofs
- Eberhard Wilkening, ab 1613 Architekt des Schlosses Haddenhausen
- Johann zu Sayn-Wittgenstein-Hohenstein (1601–1657), Statthalter des Fürstentums Minden
- Margarethe Rockemann, 50–60-jährige Witwe, 1669 als angebliche Hexe vom Scharfrichter Matthias Albrecht enthauptet
- Georg Hacke (1626–1684), Theologe, Hauslehrer in Minden
- Friedrich von Heiden (1633–1715), General, Gouverneur von Minden
- Jakob Andreas Crusius (1636–1680), Theologe, Syndikus in Minden
- Johann Anton von Zieten (1640–1690), kurbrandenburgischer Generalmajor, Gouverneur von Minden
- Philipp Karl von Wylich und Lottum (1650–1719), Generalfeldmarschall, Gouverneur von Minden
- Friedrich Hoffmann (1660–1742), praktischer Arzt in Minden, Garnisonsarzt, Hofmedikus, Erfinder der Hoffmannstropfen
- Johann Ludolf Bünemann (1687–1759), Philologe und Literaturhistoriker, Schulrektor und Regierungsbibliothekar in Minden
- Christoph Gottlieb Schröter (1699–1782), Komponist, Organist in Minden

### 1701 bis 1800
- Friedrich Esaias Pufendorf (1707–1785), Jurist, wuchs in Minden auf
- Michael Konstantin von Zaremba (1711–1786), General, Dompropst in Minden
- Valentin von Massow (1712–1775), Leiter der Kriegs- und Domänenkammer Minden
- Joachim Reinhold von Glasenapp (* 1717; † um 1800), Oberstleutnant und Gründer des Regiments Frei-Husaren Glasenapp, heiratete in Minden
- Wilhelm Aschoff (1723–1788), Regierungsrat
- Johann Adam Berner (1723–1768), Orgelbauer, arbeitete an einer Mindener Orgel
- Karl Friedrich von Dacheröden (1732–1809), Politiker, Kammerpräsident in Minden
- Friedrich Adolf Riedesel (1738–1800), General, diente in Minden
- Eberhard Friedrich Bacmeister (1750–1820), Jurist und Beamter
- Conrad Wilhelm Delius (1751–1834), Politiker, Kommissionsrat in Minden
- Heinrich Friedrich Karl vom und zum Stein (1757–1831), Politiker, Oberkammerpräsident in Minden
- Friedrich von Bernuth (1757–1832), Politiker, Kammerpräsident in Minden
- Wilhelm Friedrich Ernst Bach (1759–1845), Komponist, Musikdirektor in Minden
- Johann Anton Brunswick (1759–1825), Kaufmann in Minden und Abgeordneter.
- Philipp von Cornberg (1759–1811), Gutsbesitzer, Domherr und Abgeordneter
- Franz Christoph Neubauer (1760–1795), Komponist, Kapellmeister in Minden
- Johann Gottfried Hoche (1762–1836), Theologe, Hofmeister in Minden
- Friedrich von Ribbentrop (1768–1841), Politiker, Kammer- und Domänenrat in Minden
- Clemens August Droste zu Vischering (1773–1845), Erzbischof, inhaftiert in Minden
- Ferdinand Beneke (1774–1848), Politiker, Referendar in Minden
- Franz Haß (1781–1835), Politiker, bei der Kriegs- und Domänenkammer in Minden tätig
- Elise von Hohenhausen (1789–1857), Schriftstellerin, lebte in Minden
- Siegmund Imanuel (1790–1847), Pädagoge, Leiter des Mindener Gymnasiums
- Carl Heinrich Ebmeier (1793–1850), Politiker, Richter in Minden
- Friedrich Moritz Stamm (1794–1843), Architekt, Baukondukteur in Minden
- Franz Heinrich Rumschöttel (1795–1853), Landrat
- Johann Heinrich Volkening (1796–1877), Theologe, Abitur in Minden
- Heinrich Anz (1797–1865), Politiker, Regierungsreferendar in Minden
- Albert August Wilhelm Deetz (1798–1859), Politiker und Offizier, Stadtkommandant in Minden
- Johann Jacob Vorlaender (1799–1886), Geodät im Regierungsbezirk Minden
- Carl von Bodelschwingh (1800–1873), Politiker, Oberregierungsrat und Abteilungsdirigent in Minden
- Franz Ferdinand Gellern (1800–1879), Politiker, Abgeordneter für Minden

### 1801 bis 1900
- Heinrich Philipp Osterrath (1805–1880), Politiker, stellvertretender Regierungspräsident in Minden
- Leopold von Pogrell (1805–1865), deutscher Kaufmann und Politiker
- Ernst Kapp (1808–1896), Pädagoge, Geograph und Philosoph, Lehrer in Minden
- Ferdinand von Meyerfeld (1808–1882), General und Politiker, Kriegsgefangener in Minden
- Gustav Hasselbach (1809–1882), Politiker, Abteilungsdirigent in Minden
- Oskar von Hasselbach (1846–1903), Landrat, MdHdA, MdHH
- August Ziegert (1810–1882), Jurist, Politiker, Richter und Oberregierungsrat in Minden
- Georg von Vincke (1811–1875), Politiker, arbeitete am Mindener Gericht
- Elise von Hohenhausen (1812–1899), Schriftstellerin, lebte in Minden
- Karl August von Cohausen (1812–1894), Architekt, Kunsthistoriker, Platzingenieur in Minden
- Heinrich Kruse (1815–1902), Journalist, Dichter und Schriftsteller, Lehrer in Minden
- Eduard Kuno von der Goltz (1817–1897), Politiker, lebte in Minden
- Fritz Anneke (1818–1872), deutscher Revolutionär, agitierte in Minden
- Joseph Weydemeyer (1818–1866), Militär und Revolutionär, Soldat in Minden
- Alexander von Oheimb (1820–1903), Politiker, Abitur in Minden
- Hermann von Mallinckrodt (1821–1874), Politiker, Oberbürgermeister von Erfurt
- Daniel Wilhelm Sommerwerck (1821–1905), Bischof von Hildesheim
- Elise Polko (1823–1899), Sängerin und Schriftstellerin
- Friedrich Gustav Gauß (1829–1915), Geodät, ausgebildet in Minden
- Heinrich Poetter (1830–1918), Theologe, Pfarrer in Minden
- Eduard Hoffmann (1832–1894), Unternehmer, Schüler in Minden
- Marie Schmalenbach (1835–1924), Schriftstellerin, lebte in Minden
- Robert Hue de Grais (1835–1922), Politiker, Regierungsassessor in Minden
- Friedrich Lürßen (1851–1916), Unternehmer und Schiffbauer, Pionier in Minden
- Rudolf Mischer (1851–1928), Mathematiker, Lehrer in Minden
- Paul Kieschke (1851–1905), Architekt, erbaute das Regierungsgebäude in Minden
- Richard Saran (1852–1925), Architekt, tätig bei der Bezirksregierung in Minden
- Julius Smend (1857–1930), Theologe, Vikar in Minden
- Wilhelm von Ledebur (1859–1930), Politiker, Regierungsbeamter in Minden
- Felicitas Rose (1862–1938), Schriftstellerin, lebte in Minden
- Wilhelm Haverkamp (1864–1929), Bildhauer, erschuf das Denkmal des Großen Kurfürsten in Minden
- Karoline Dettmer (1867–1959), Politikerin, Stadtverordnete in Minden
- Johannes Bell (1868–1949), Politiker, Schüler in Minden
- Carl Miele (1869–1938), Unternehmer, Soldat in Minden
- Hermann Jansen (1869–1945), Stadtplaner, plante auch in Minden
- Melitta Bentz (1873–1950), erfand den Kaffeefilter, Mindener Unternehmerin
- Wilhelm Kreis (1873–1955), Architekt, baute Geschäftshaus der Brennerei Wilhelm Strothmann
- Paul Kanold (1874–1946), Architekt, tätig am Regierungspräsidium in Minden
- Otto Heuer (1877–1960), Unternehmer, Besitzer der Schütte AG für Tonindustrie in Minden
- Eberhard Encke (1881–1936), Bildhauer, schuf ein Kriegerdenkmal in Minden
- Franz Bender (1884–1983), Verwaltungsbeamter, u. a. bei der Bezirksregierung Minden, starb in Minden
- Carl Hoffmann (1885–1947), Regisseur, starb in Minden
- Gustav Meyer zu Belm (1889–1953), Politiker, Soldat in Minden
- Theodor Oppermann (1889–1945), Verleger und Politiker
- Erwin Jaenecke (1890–1960), General, begann seine Militärkarriere in Minden
- Wilhelm Staedel (1890–1971), Bischof, Seelsorger in Minden
- Ernst Krappe (1891–1977), Politiker, starb in Minden
- Hans Bohnenkamp (1893–1977), Pädagoge, Hochschullehrer und Hochschuldirektor, Abitur in Minden
- Werner March (1894–1976), Architekt, lebte und baute in Minden
- Walter Warlimont (1894–1976), General, Offizier im Artillerie-Regiment Minden
- Kurt Wintgens (1894–1916), deutscher Jagdflieger, bestattet in Minden
- Walter Sassnick (1895–1955), Journalist, Chefredakteur in Minden
- Bruno Adler (1896–1954), Bischof der Deutschen Christen, lebte und starb in Minden
- Rudolf Volkmann (1897–1975), Politiker, Stadtrat in Minden
- Adolf Mielich (1898–1993), Eisenbahningenieur, beim BZA Minden tätig
- Heinrich Rittershausen (1898–1984), Ökonom, wirkte in Minden an der Verwaltung für Wirtschaft
- Harold Lawton (1899–2005), Frankoromanist, Kriegsgefangener in Minden
- Friedrich Witte (1900–1977), Eisenbahningenieur und Vizepräsident des BZA Minden
- Karl Wolff (1900–1984), General der Waffen-SS, in Haft in Minden

### 1901 bis 1950
- Leonhard Miksch (1901–1950), Wirtschaftswissenschaftler, stv. Leiter des Zentralamts für Wirtschaft der britischen Zone
- Ludwig Adenauer (1902–1971), Beamter bei der Bezirksregierung in Minden
- Bruno Schlage (1903–1977), SS-Unterscharführer, starb in Minden
- Paul Bleiß (1904–1996), Politiker, tätig in der Verwaltung für Wirtschaft der britischen Zone in Minden
- Max Ingberg (1904–1983), Widerstandskämpfer im Nationalsozialismus, Sozialdemokrat und Vorsitzender der jüdischen Gemeinde in Minden
- Richard Schulz (1906–1997), Romanist, verbreitete von Minden aus Esperanto
- Heinrich Ewers (1906–1992), Theologe, Abitur in Minden
- Johanna Braach (* 16. Mai 1907 in Altenhundem; † nach 1948) war eine deutsche Kriminalobersekretärin in der Zeit des Nationalsozialismus, Mitarbeiterin in der „Reichszentrale zur Bekämpfung der Jugendkriminalität“ und stellvertretende Leiterin des Mädchenkonzentrationslagers Uckermark.
- Wilhelm Hahn (1909–1996), Theologe und Politiker, Pfarrer und Superintendent in Minden
- Rudolf Hillebrecht (1910–1999), Architekt, arbeitete in Minden im Zentralamt für Wirtschaft der britischen Zone
- Heinz Starke (1911–2001), Bundesminister, arbeitete in Minden
- Hans-Werner Staratzke (1912–2004), Wirtschaftsmanager und Politiker, Referatsleiter in der Wirtschaftsverwaltung der Britischen Zone in Minden
- Elisabeth Ostermeier (1913–2002), Politikerin, lebte in Minden
- Hans-Georg Stemann (1916–2011), Admiraloberstabsarzt, Arzt in Minden
- René Carol (1920–1978), Sänger, starb im Klinikum Minden
- Helmut Seckfort (7. März 1920 in Düsseldorf – 22. März 2016 in Minden), Ärztlicher Direktor des Klinikums Minden[2]
- Walter Schmithals (1923–2009), Theologe, Vikar in Minden
- Erentrud Trost (1923–2004), Glasmalerin, gestaltete ein Fenster im Mindener Dom
- Werner Pohle (1925–2012), Politiker, Geschäftsführer der AWO Minden
- Karl Peter Grotemeyer (1927–2007), Mathematiker, Schüler in Minden
- Rainer Böhm (1928–2022), Unternehmer in Minden
- Gert Huffmann (1930–2011), Arzt, Schüler in Minden
- Hermann Kreutz (1931–2021), Kirchenmusiker, wuchs in Minden auf
- Friedhelm von Estorff (1932–2014), Fotograf, heiratete in Minden
- Albrecht Wellmer (1933–2018), Philosoph, Abitur in Minden
- Henning Venske (* 1939), Schauspieler, Kabarettist und Schriftsteller, Schüler in Minden
- Qabus ibn Said (1940–2020), Sultan des Oman, Offizier in Minden
- Wolfgang von Stetten (* 1941), Politiker, Schüler in Minden
- Wolfgang Senff (* 1941), Politiker, Schüler in Minden
- Mario Botta (* 1943), Architekt, baute in Minden die Harting-Verwaltung
- Lothar Ibrügger (* 1944), Politiker, Abitur in Minden
- Hans-Josef Becker (* 1948), Erzbischof, Seelsorger in Minden
- Jutta Hering-Winckler (* 1948), Juristin, Vorsitzende des Richard-Wagner-Verbands Minden

### 1951 bis 2000
- Marianne Thomann-Stahl (* 1954), Politikerin (FDP), Regierungspräsidentin
- Annette Weber (* 1956), Autorin, Schülerin in Minden
- Joachim Liebig (* 1958), Theologe, ehemaliger Pfarrer der Evangelischen Kirchengemeinde Frille
- Martin Pepper (* 1958), Liedermacher; Taufe in Minden
- Michael Hull (* 1959), Tänzer; wohnt in Minden
- Pit Witt (* 1959), Musiker, Lehrer in Minden
- Andreas Mand (* 1959), Schriftsteller in Minden
- Detlev Kohlmeier (* 1961), Politiker, Landrat des Landkreises Nienburg/Weser
- Andreas Steppuhn (* 1962), Politiker; arbeitete in Minden
- Michael Zelle (* 1967), Archäologe und Direktor des Lippischen Landesmuseums
- Peter Imhof (* 1973), Fernsehmoderator, arbeitete bei Radio Westfalica
- Gianni Vitiello (1973–2009), DJ und Musiker; wuchs in Minden auf
- Anika Ziercke (* 1974), Handballerin, spielte in Minden
- Johanna Reich (* 1977), deutsche Künstlerin
- Michael Boy (* 1981), Handballspieler
- Samir Ferchichi (* 1985), Fußballtrainer
- Sina Dertwinkel (* 1988), Politikerin (CDU)
- Laura Hinze (* 1997), Medizinerin und Krebsforscherin

## Familien
- Die Familie Bussche war einst Herr auf Schloss Haddenhausen.
- Die Familie Cornberg war in Minden begütert.
- Die Familien von Borries und Westphalen stammen ursprünglich aus Minden.